# Slonie žrádlo
El slonie žrádlo (AFI: ['sloɲɪe 'ʐraːdlɔ], en eslovaco) o el sloní žrádlo (AFI: ['sloɲɪː 'ʒraːdlo], en checo), literalmente «forraje para elefantes», es un tipo de untable o ensalada que se consume en República Checa y Eslovaquia. Se prepara con mezcla cocida de aceite vegetal, ketchup, mostaza, salsa de soja, salsa inglesa, sal e pimienta que se mezcla con parizer o jamon cocido, huevos, pepinillos, cebollas, a lo que puede agregársele también maíz, tomates frescos, queso duro cortado en cubos y adobo de pepinillos con mayonesa.
El slonie žrádlo se unta sobre una rebanada de veka, pan fresco y también sobre pan viejo tostado. Suele servirse durante las visitas y en Nochevieja.